# Hiperplasia benigna da próstata
A Hiperplasia prostática benigna (HPB) ou também conhecida por hiperplasia benigna da próstata (HBP); é popularmente conhecida como próstata aumentada). Trata-se de uma doença benigna caracterizada pelo aumento de volume da próstata e, consequente, estreitamento e alongamento da uretra. Antigamente, a HPB era tida como a causa exclusiva dos sintomas. porém, nas últimas décadas, o entendimento que a bexiga atuando em conjunto, é responsável por grande parte dos sintomas antes atribuídos ao aumento da próstata. Inclusive, até nos anos 90 o conjunto destes sintomas foi erroneamente classificado como "prostatismo" o que transmitia que estes sintomas e complicações eram exclusivas da próstata. Porém, publicações dos anos 1990 se somaram no entendimento da HPB e desde então o termo de "prostatismo" não deve ser mais utilizado. O conjunto dos sintomas, hoje, se chama Sintomas do Trato Urinário Inferior (STUI ou o termo em inglês: low urinary tract symptoms (LUTS). Esses sintomas podem ser classificados em leves, moderados ou severos. Os sinais e sintomas mais comuns são acordar a noite para urinar, micção frequente, dificuldade em começar a urinar, pouco fluxo de urina, retenção urinária ou incontinência urinária. Os mais comuns inclusive e que mais trazem impacto negativo nas vidas destes homens e suas/seus parceiras(os) são sintomas de armazenamento da bexiga e não o jato fraco típico de uma obstrução abixo da bexiga causada pela HPB. As complicações mais comuns são infeções urinárias, cálculos na bexiga e insuficiência renal.
Vários fatores se somam para que a HPB aconteça. O principal fator que contribui para o aumento benigno são os hormônios androgênicos. A testosterona, dihidrotestosterona são, aparentemente o principal estímulo para este crescimento. Em segundo lugar, provavelmente, o dano de piora de vascularização dos órgãos pélvicos (na bacia masculina) incluindo a próstata, a bexiga e os corpos cavernosos do pênis resulta em uma oferta baixa de oxigênio, resultando em algo chamado estresse celular (estresse oxidativo) sendo que, nessa situação, as próprias células da próstata emitem sinais, chamados fatores de crescimento que torna este círculo vicioso, e a próstata cresce a medida que o homem envelhece, perde saúde circulatória na região, continuadamente, vai resultando em danos irreversíveis na bexiga e o crescimento da próstata. Os fatores de risco abaixo, resultam no mecanismo descrito acima, e incluem antecedentes familiares, obesidade, diabetes mellitus tipo 2, falta de exercício físico e disfunção eréctil. Os sintomas podem ser agravados por medicamentos como a pseudoefedrina, anticolinérgicos e bloqueadores dos canais de cálcio bem como por anestesias, distúrbios de sono, fatores cardiovasculares, neurológicos e hormonais. O mecanismo subjacente envolve a pressão que a próstata aumentada exerce na uretra, dificultando a passagem da urina para fora da bexiga. O diagnóstico geralmente baseia-se nos sintomas e num exame físico, após descartar outras possíveis causas.
Entre as opções de tratamento estão alterações no estilo de vida, medicamentos, diversas intervenções e cirurgia. Em pessoas com sintomas ligeiros recomenda-se a perda de peso, exercício e a diminuição do consumo de cafeína.
O tratamento da HPB vai depender dos seguintes fatores: tamanho do impacto negativos dos sintomas, incômodo que o homem refere, formato e tamanho da próstata, idade, disponibilidade de acesso aos medicamentos e as opções cirúrgicas.
Tratamento medicamentoso
Medicamentos Em pessoas com sintomas mais pronunciados podem ser administrados medicamentos bloqueadores alfa, como a terazosina, ou inibidores da 5-alfarredutase como a finasterida. Em pessoas que não melhoram com outras medidas, pode ser considerada a remoção cirúrgica de parte da próstata. As medicinas alternativas, como a Serenoa repens não aparentam ser eficazes. Outra medicação recomendada em diretrizes internacionais é a tadalafila. Agonistas beta-3 e antimuscarínicos também são utilizados para alívio dos sintomas STUI.
Tratamentos minimamente invasivos
Lift de uretra prostática chamado de urolift, jato de vapor d´àgua, chamado rezum são alguns disponíveis no Brasil e recomendados em diretrizes internacionais.
Tratamento cirúrgico ablativo
RTU de próstata, ablação prostática a laser, adenomectomia cirúrgica aberta, video-laparoscópica pura ou robótica, enucleação prostáticas utilizando a via uretral do canal urinário, podendo ser chamada: BipolEP, HolEP, ThulEP, ThuflEP e ablaquation.
A hiperplasia benigna da próstata afeta em todo o mundo 105 milhões de homens. A condição geralmente tem início depois dos 40 anos de idade. A doença afeta metade dos homens com mais de 50 anos e cerca de 90% dos homens com mais de 80 anos de idade. Embora os níveis de antígeno específico da próstata possam estar elevados em homens com a condição, a condição em si não aumenta o risco de cancro da próstata.

## Sintomas
Os sintomas da hiperplasia benigna da próstata são classificados como obstrutivos ou irritativos. Os sintomas obstrutivos incluem hesitância, intermitência, esvaziamento incompleto da bexiga, jato fraco de urina.
Os sintomas irritativos incluem aumento da frequencia de urinar, mudança no ritmo miccional, prevalecendo no período noturno noctúria quando ocorre à noite, e urgência (necessidade de esvaziar a bexiga que não pode ser protelada).
O conjunto dos sintomas obstrutivos e irritativos geralmente é classificado na literatura médica como sintomas do trato urinário inferior (LUTS).
A HBP pode ser uma doença progressiva, principalmente se não for tratada. O não-esvaziamento completo da bexiga pode resultar em estase de bactérias na bexiga e dessa forma aumentar o risco de infecções do trato urinário. Pode ocorrer formação de pedras na bexiga devido à cristalização dos sais contidos na urina residual. A retenção urinária é outra forma de progressão. A retenção urinária aguda é a incapacidade de esvaziar a bexiga, enquanto a retenção urinária crônica o volume residual urinário gradualmente cresce, e a bexiga distende. Alguns pacientes que sofrem de retenção urinária crônica podem finalmente progredir para uma insuficiência renal, uma condição conhecida como uropatia obstrutiva.
Para alguns homens, os sintomas podem ser graves o suficiente para necessitar de tratamento.

## Etiologia
Os hormônios androgênios (testosterona e hormônios relacionados) são considerados como ajudantes do processo da hiperplasia prostática benigna pela maioria dos cientistas. Isso significa que os androgênios devem estar presentes para a doença ocorrer, mas não necessariamente a causam. Essa suposição é suportada pelo fato de que meninos castrados não desenvolvem a hiperplasia prostática benigna quando eles envelhecem, ao contrário dos homens que não foram castrados. Além disso, a administração de testosterona exógena não está associada com um aumento significativo no risco de sintomas da doença.
Muitos estudos ainda precisam ser feitos para elucidar completamente as causas da hiperplasia prostática benigna.

## Exames e Diagnóstico
A avaliação inicial do homem sintomático inclui alguns exames que são fortemente recomendados pelas sociedades de especialistas. Um exame de urina, o uso de um questionário validado para uso no dia-a-dia do médico, irá classificar os sintomas em: normal, leves, moderados ou severos. Este questionário criado e validade nos anos 90 continua sendo recomendado até hoje. Chama-se Escore internacional de sintomas prostáticos o IPSS. O exame de toque retal pode revelar uma próstata nitidamente aumentada. Demora segundos para o médico examinar e ter informações importantes, tais como: tamanho e consistência da próstata. O Diário miccional é uma ferramenta de avaliação dos LUTS, recomendado pela ICS deve ser aplicado, preferencialmente, por 3 dias consecutivos, tem a finalidade de avaliar sintomas de bexiga hiperativa, poliúria noturna (quando um paciente idoso urina mais do que 1/3 do seu volume de urina de 24 horas no período da noite.
Frequentemente, exames de sangue são realizados para descartar doenças malignas da próstata: níveis elevados do antígeno prostático específico (PSA) necessitam de investigações subsequentes como uma reinterpretação dos resultados do PSA, em termos de densidade do PSA e porcentagem de PSA livre, toque retal e ultrassonografia endoretal. Essas medidas combinadas podem realizar a detecção precoce de um câncer.
O resultado do exame de PSA tem 3 possíveis resultados:
- Normal – abaixo dos 4 ng/ml
- Intermédio – 4 a 10 ng/ml
- Alto – acima de 10ng/ml

Outro exame não invasivo recomendado na avaliação é a avaliação do resíduo pós-micional, que é a quantidade de urina que fica parada na bexiga após urinar. Essa avalaiação pode ser feita por sonda, porém o mais comum é ser feita durante o exame de ultrassonografia da bexiga e próstata via trasnabdominal (isto é, avaliado pelo abdome, barriga e não transretal). O exame de ultrassom da próstata junto, pode oferecer importantes achados como se a próstata cresceu e comprime a bexiga de baixo para cima e se esta bexiga está com a sua parede espessa que demonstra uma compensação devido ao esforço extra. Estes exames incluem a avaliação das vias urinárias e rins, novamente para descartar doenças malignas e hidronefrose.
Outros exames realizados são o exame de urina laboratorial, fluxometria (medição do jato de urina). Quanto a biópsia, ela não está indicada para avaliar a HPB, porém se for um caso de suspeita de alteração maligna prostática pode ser feita, geralmente após uma ressonânciaia se estiver disponível.

## Epidemiologia
A próstata aumenta de tamanho na maioria dos homens à medida que eles envelhecem, e de forma geral, 45% dos homens acima dos 46 anos de idade irão sofrer os sintomas da HBP se eles sobreviverem até os 70 anos de idade. As taxas de incidência aumentam de 3 casos por 1000 homens na faixa etária de 45-49 anos, para 38 casos por 1000 por na faixa etária dos 75-79 anos. Ao passo que as taxas de prevalência são de 2,7% para homens na faixa etária dos 45-49 anos, aumentando para 24% na idade dos 80 anos.

## Prevenção
Para além da idade, muitos outros fatores parecem estar relacionados com o aumento da próstata.
Vários estudos associam o  o consumo de gorduras saturadas e zinco ao aumento de uma HPB sintomática. Já o consumo de frutas aparenta ter um efeito contrário. Outros fatores relacionados ao desenvolvimento da HPB são a presença de doença cardiovascular prévia, obesidade e diabetes.
Ou seja, todos os estudos recomendam o cuidado com a alimentação e controlo do peso como de extrema importância para prevenção da HPB. Para além do peso, a boa alimentação previne outras doenças também mortíferas e associadas ao crescimento da próstata como pressão alta e infarto do miocárdio.
Para prevenir a HPB é recomendado que após os 40 anos de idade os homens devem procurar um urologista e a partir desta idade, fazer check-ups anuais, mesmo sem sintomas.
Muitas vezes, por preconceito ou falta de informação, os homens evitam esse procedimento, mesmo com algum sintoma aparente. Quanto antes procurar um urologista, maiores as chances de resolver problemas de saúde.

## Tratamento
O tratamento geralmente é realizado com mudanças no estilo de vida e com medicações. Casos mais sérios podem necessitar de cirurgia.

### Estilo de vida
Os pacientes devem diminuir a ingestão de fluidos antes de dormir, moderar o consumo de álcool e produtos que contenham cafeína e urinar em períodos agendados. Alguns pacientes podem colocar os pés para cima no sofá se apresentam inchaço nas pernas ao final do dia, ou usar meias elásticas.

### Atividade física
A atividade física pode representar uma intervenção de primeira linha viável para o tratamento da HPB. Uma revisão sistemática com metanálise da Cochrane investigou 652 homens com mais de 40 anos com sintomas moderados ou graves de LUTS. Embora os resultados sejam promissores, os autores concluíram que a evidência é de qualidade muito baixa e novos ensaios clínicos randomizados são necessários.

### Medicações
Alfa-bloqueadores (antagonistas do receptor adrenérgico-α1) fornecem alivio dos sintomas da hiperplasia prostática benigna. As drogas disponíveis incluem doxazosina, terazosina, alfuzosina e tansulosina. Os alfa-bloqueadores relaxam a músculatura lisa da próstata e do colo da bexiga urinária, diminuindo o grau de bloqueio do fluxo urinário. Os alfa-bloqueadores podem fazer com que a ejaculação ocorra no interior da bexiga (ejaculação retrógrada).
Os inibidores da 5α-redutase (finasterida e dutasterida) são outra opção de tratamento, porém de ação mais lenta (meses) que a dos alfa-bloquadores (semanas).
Certos inibidores da fosfodiasterase (pde5) como a Tadalafila (5mg) são utilizados para tratamento da HBP. Permitem um controle sintomático e pode ser indicada para pacientes com incômodo e sintomas.

### Cirurgias e Tratamento Minimamente Invasivos
Se houver sinais de descompensação da força e função da bexiga ou se houver achados nos exames com estejam relacionados com uma piorar progressiva da bexiga, pode ser indicados tratamentos cirúrgicos.
Com a evolução da doença, mesmo com o tratamento medicamentoso pode haver uma piora do sintomas ou complicações da hiperplasia: cálculos de bexiga, sangramento urinário (hematúria), resíduo pós-miccional ou retenção urinária aguda (incapacidade completa de urinar). Nestes casos está indicado o tratamento cirúrgico.
MiST (opções minimamente invasivas)

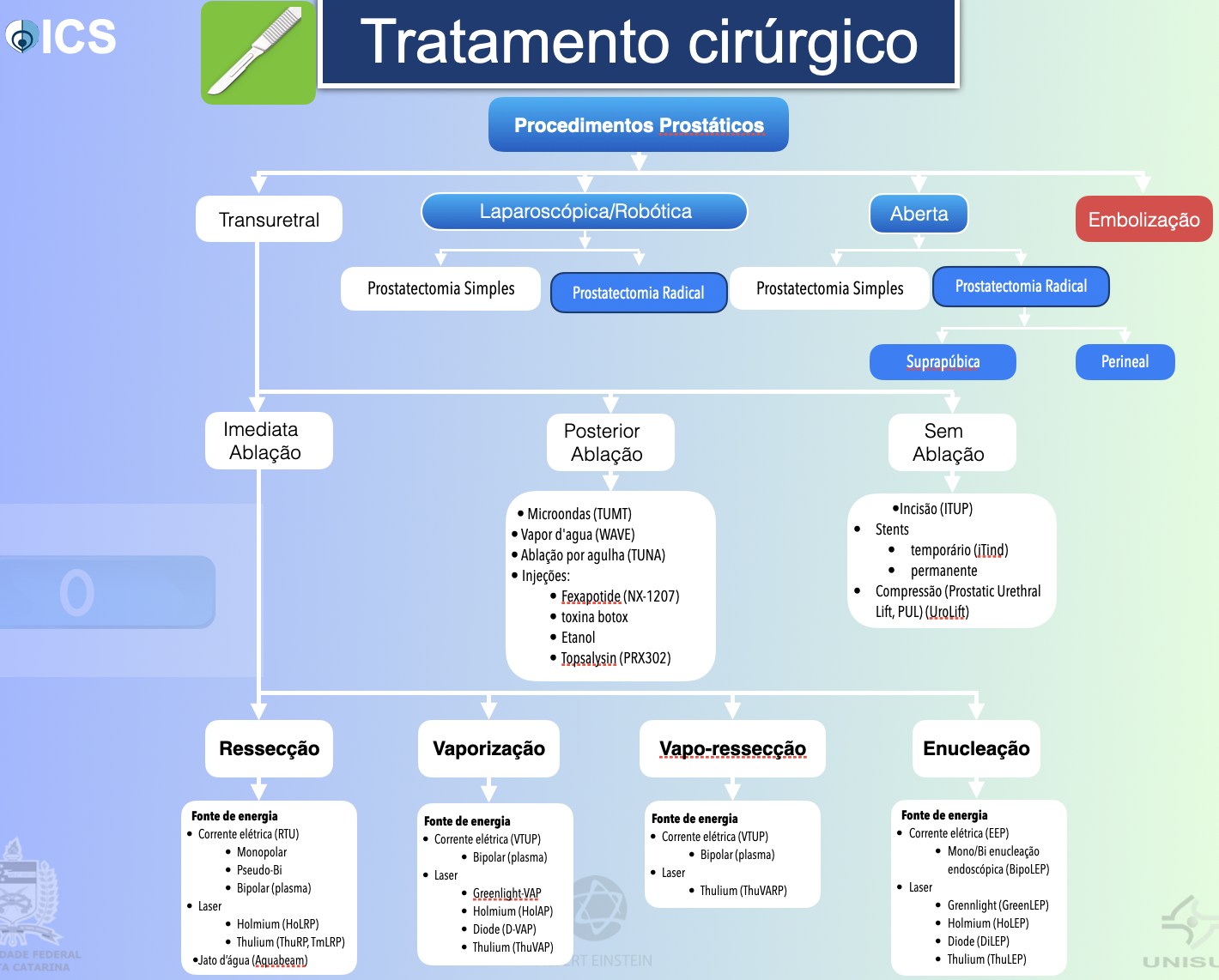
opções de tratamento para LUTS masculino segundo ICS

Stents que são implantes prostáticos tipo molas, semelhantes ao formato dos stents utilizados no coração tem a finalidade de melhorar o fluxo urinário. Apesar de uso desde os anos 1980, os stents apresentaram algumas complicações. Uma nova geração de implantes tem sido estudada nos anos 2010-2020. O único com recomendação forte pelas sociedades européia e americana é o lift de uretra prostática chamado urolift. Outras opções, recebem classificação ainda de recomendação fraca ou "em investigação"e alguns são: itind, rezum, tpla, embolização e aquablation robótica. A ICS (International Continence Society) reconhece mais de 30 opções cirúrgicas para tratar os LUTS masculinos. 
Cirurgias
As diretrizes internacionais recomendam diferentes opções de cirurgia.
Para próstatas de tamanho até 80 gramas, muitas opções não são consideradas superiores entre si, tais como: ressecção transuretral da próstata (RTUP) podendo ser monopolizar ou bipolar) é a mais frequentemente realizada no Brasil, fotovaporização com laser e implantes urolift. A RTU consiste na raspagem da parte central da próstata através da uretra. O paciente fica internado de 1 a 4 dias. É o método mais utilizado mas tem como limitações a incapacidade de retirar toda a porção central da glândula prostática e a chance de um novo crescimento do adenoma após 5 a 10 anos, necessitando de nova cirurgia.
Em próstatas maiores que 80g a cirurgia mais realizada é a prostatectomia a céu aberto, que consiste em uma incisão horizontal (tipo cesariana) e enucleação da porção central da próstata com o dedo do cirurgião. É uma técnica muito efetiva na desobstrução (retirada completa do núcleo da próstata) mas tem um maior risco de sangramento e maior tempo de internação (5 a 7 dias).
Atualmente, o conceito é o de enuclear este crescimento interno da próstata. As enucleações podem er feitas por via aberta, laparoscópica ou assistida por robótica ou ainda pela próprio canal da uretra, as chamadas enucleações anatômicas endoscópicas da próstata: HolEP, BipolEP, ThulEP, GreenlEP, ThuflEP.
Mais recentemente surgiram os tratamentos cirúrgicos com laser que são de 2 tipos: Vaporização e Enucleação. A Vaporização utiliza o laser para criar um túnel no meio do adenoma prostático. Tem a vantagem de menor risco de sangramento que a RTUP e poder ser utilizado em pacientes em uso de anticoagulantes mas também é limitada a próstatas menores que 80g e não consegue retirar toda a porção central da glândula e tem chance de recidiva após 3 a 5 anos.
Já a Enucleação é chamada de HoLEP (Holmium Laser Enucleation of the prostate). Ela utiliza o laser para coagular os vasos e permite a retirada completa do núcleo da próstata (adenoma). Isso garante maior durabilidade do procedimento com baixíssimas taxas de reoperação futura. É considerada o padrão-ouro no tratamento de próstatas acima 80g pois tem um tempo médio de internação de 24h e menor risco de sangramento. 

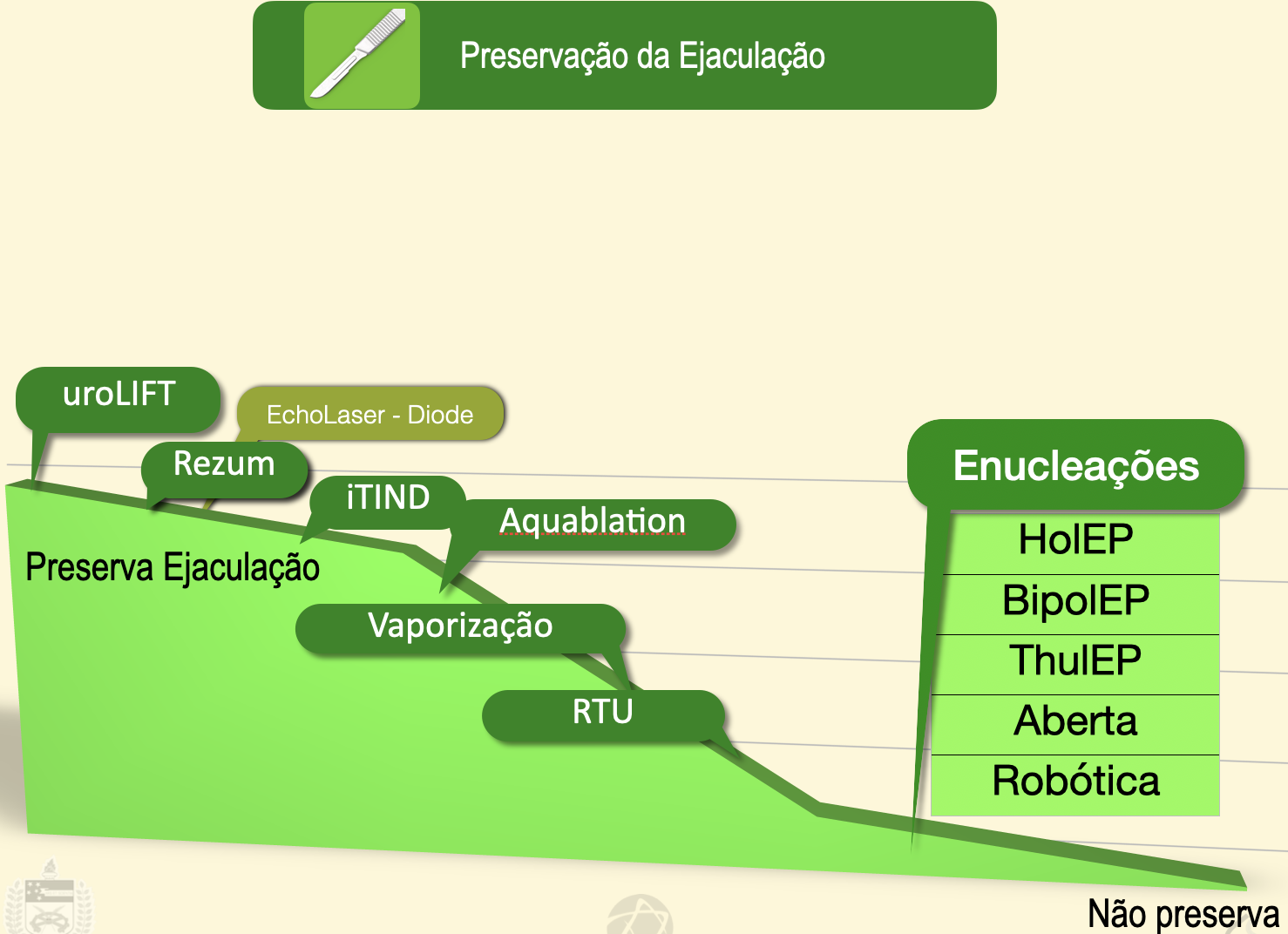
comparação entre opções cirurgias para HPB. preservação da ejaculação

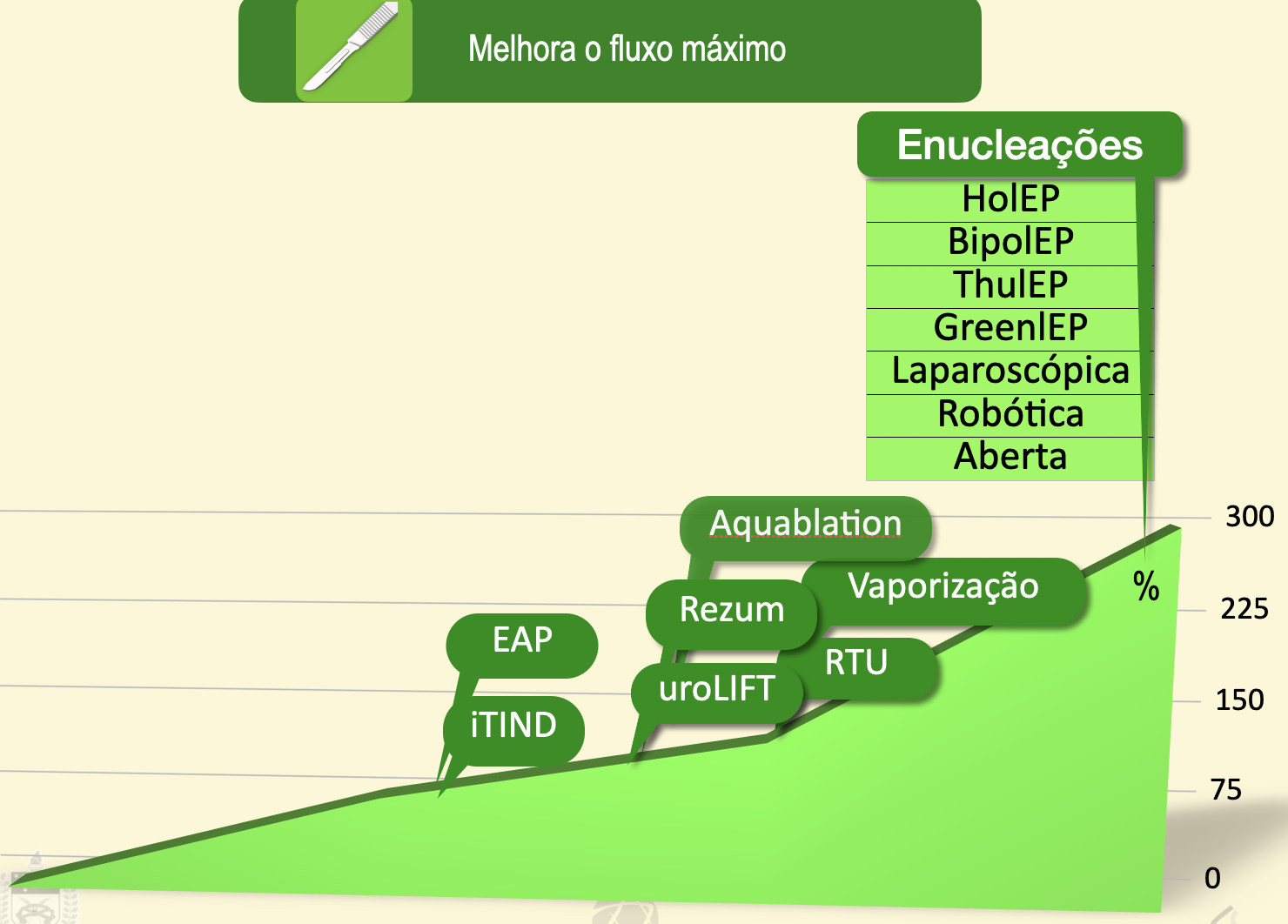

As opções diferenciam entre si em vários aspectos. Algumas preservam mais a função sexual e ejaculação, enquanto outras desobstruem mais. O entendimento de cada opção e a seleção adequada de pacientes para cada modalidade deve ser considerada quando um paciente precisa ser tratado.
Fonte: EAU Guidelines of Male LUTS/BPO